# BioModels
BioModels Database （页面存档备份，存于） 是一个完全免费的，用来存储描述生化反应的数学模型的数据库。同时也提供很多其他功能，例如反应模拟、提取子模型等。

## 什么是BioModels Database
BioModels Database是一个免费的生物模型在线数据库。数据库中主要存储数量型生物化学模型。所有的模型都是在相关的科学文章中发表过的并且经过了同行评审。
所有BioModels Database中的模型都是已经发表在各种学术刊物上的，并且被验证人员用模拟软件模拟验证过的. 模型中所涉及的生化物质和反应也被尽量链接到参考数据库中的相关条目，方便用户快速获得详细信息。
生物学家可以将描述生化反应的数学模型以SBML和CellML两种格式上传到数据库中。当模型上传后，系统会自动校验模型，并生成更多的数据格式供科研人员下载使用：SBML, CellML, XPP, SciLab, BioPAX和一些图形格式， 如GIF, SVG和applet。模型也可通过Web服务查询获取。

## 学术期刊的支持
当前BioModels Database得到很多期刊的支持。当一个生化模型的科研人员在发表关于生化模型的学术文章前，这些期刊会推荐作者将模型存在BioModels Database里。当文章发表时，读者便可以直接从BioModels Database中下载模型。目前，支持BioModels Database的期刊包括自然出版集团的Molecular Systems Biology、PLoS的所有期刊、BioMed Central的所有期刊和Royal Society of Chemistry的所有期刊.

## 研发与维护机构
BioModels Database由以下机构合作开发：位于英国剑桥的欧洲生物信息研究所的运算神经生物学组； 美国加利福尼亚Keck Graduate Institute的SBML组和日本Systems Biology Institute以及 JWS Online, Stellenbosch University, ZA。
目前BioModels Database主要由欧洲生物信息研究所的BioModels.net团队负责维护。

## 研发资金来源
BioModels Database的研发得到以下组织的资助：欧洲分子生物实验室和美国National Institute of General Medical Sciences.